# Алый камень
«Алый камень» — художественный фильм, снятый в 1986 году режиссёром Валерием Исаковым на Киностудии им. М. Горького по одноимённой повести Игоря Голосовского.

## Сюжет
Молодожёны Матвей и Наташа отправляются на теплоходе в свадебное путешествие. Неожиданно на борту теплохода начинается пожар, Наташа видит, как на Матвея падает горящая балка. Придя в себя, она узнаёт, что её спас Степан, а Матвей, вероятно, погиб. Степан увозит Наташу в Москву, где она поступает в институт и налаживает нормальную жизнь. Через некоторое время Наташа выходит за Степана замуж, но однажды супруги узнают, что Матвей чудом спасся и остался жив. В их семье начался разлад. Степан решает разыскать Матвея, и ему это удаётся, однако Наташа за время поисков понимает, что уже любит Степана, с которым и остаётся.

## В ролях
- Ирина Розанова — Наташа Соколова
- Сергей Паршин — Степан Егорышев
- Степан Старчиков — Матвей Строганов, геолог
- Ирина Дымченко — Таня, подруга Долгова
- Артём Карапетян — Лебедянский, начальник отдела
- Раиса Рязанова — Анастасия Ивановна, мать Степана
- Тимофей Спивак — Юрий Долгов, друг Степана
- Вячеслав Жариков — Григорий Капитонов
- Галина Булкина — Софья Петровна
- Александр Павлов — Роман Мальков, геолог
- Людмила Давыдова — Зоя Александровна, секретарь Лебедянского
- Александр Лукьянов — чиновник в министерстве геологии
- Клавдия Козлёнкова — хозяйка бывшего дома Малькова
- Николай Тагин — сотрудник НИИ
- Владимир Прокофьев — Мангульбе, председатель исполкома

### Озвучивание
- Юрий Саранцев — роль Николая Тагина

## Съёмочная группа
- Автор сценария: Виктор Смирнов, Игорь Болгарин
- Режиссёр: Валерий Исаков
- Оператор: Инна Зарафян
- Композитор: Владислав Кладницкий
- Художник: Альфред Таланцев